# Cryptoblepharus pannosus
Espèce
Cryptoblepharus pannosus est une espèce de sauriens de la famille des Scincidae.

## Répartition
Cette espèce est endémique d'Australie. Elle se rencontre au Queensland et en Nouvelle-Galles du Sud.

## Étymologie
Le nom spécifique pannosus vient du latin pannosus, déchiré, en référence à l'aspect des bords des bandes dorso-latérales de ce saurien.

## Publication originale
- Horner, 2007 : Systematics of the snake-eyed skinks, Cryptoblepharus Wiegmann (Reptilia: Squamata: Scincidae) - an Australian based review. The Beagle Supplement, vol. 3, p. 21-198.